# Manoomin

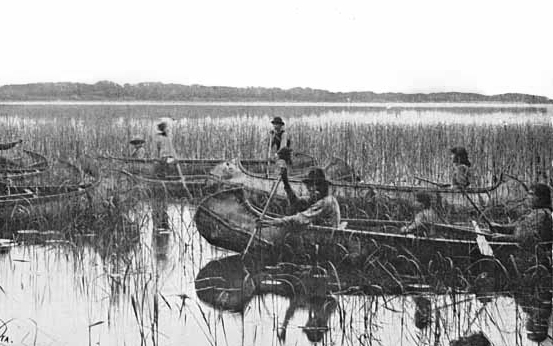
Raccolta del manoomin nel 1905

Il manoomin (che significa "bacca buona", nella lingua ojibwe) è un “riso” selvatico che corrisponde ad alcune specie del genere Zizania, in particolare Zizania palustris L., che viene raccolta in particolare nei laghi della Riserva indigena della Terra Bianca (White Earth Indian Reservation), abitata dalla tribù degli Anishinaabeg, nel Minnesota del Nord.
Il riso manoomin è ricco di proteine, ma molto povero di grassi. Il suo valore nutritivo superiore a molti altri cereali lo rende un'importante fonte di cibo per le persone e la fauna selvatica. Esso ha un chicco molto lungo, circa 1,5 centimetri, stretto e di colore scuro, quasi nero.

## Storia
Per gli Ojibwe del Lago Superiore, il manoomin è considerato come un alimento "sacro". Secondo la tradizione orale, gli Ojibwe sono stati incaricati di trovare il luogo dove "il cibo cresce sull'acqua" durante la loro lunga migrazione dalla costa orientale verso le sponde del Lago Superiore e dei laghi settentrionali interne del Michigan, Wisconsin e Minnesota dove sono stati trovati campi di manoomin in abbondanza. Visto come un dono speciale da parte del Creatore, il manoomin diviene la base dell'alimentazione Ojibwe. 
Oltre ad essere alla base della dieta tradizionale, col passare del tempo, il manoomin è divenuto l'emblema di un importante patrimonio culturale e spirituale, e rimane l'elemento principale in numerose feste e cerimonie di oggi.

## Presidio Slow food

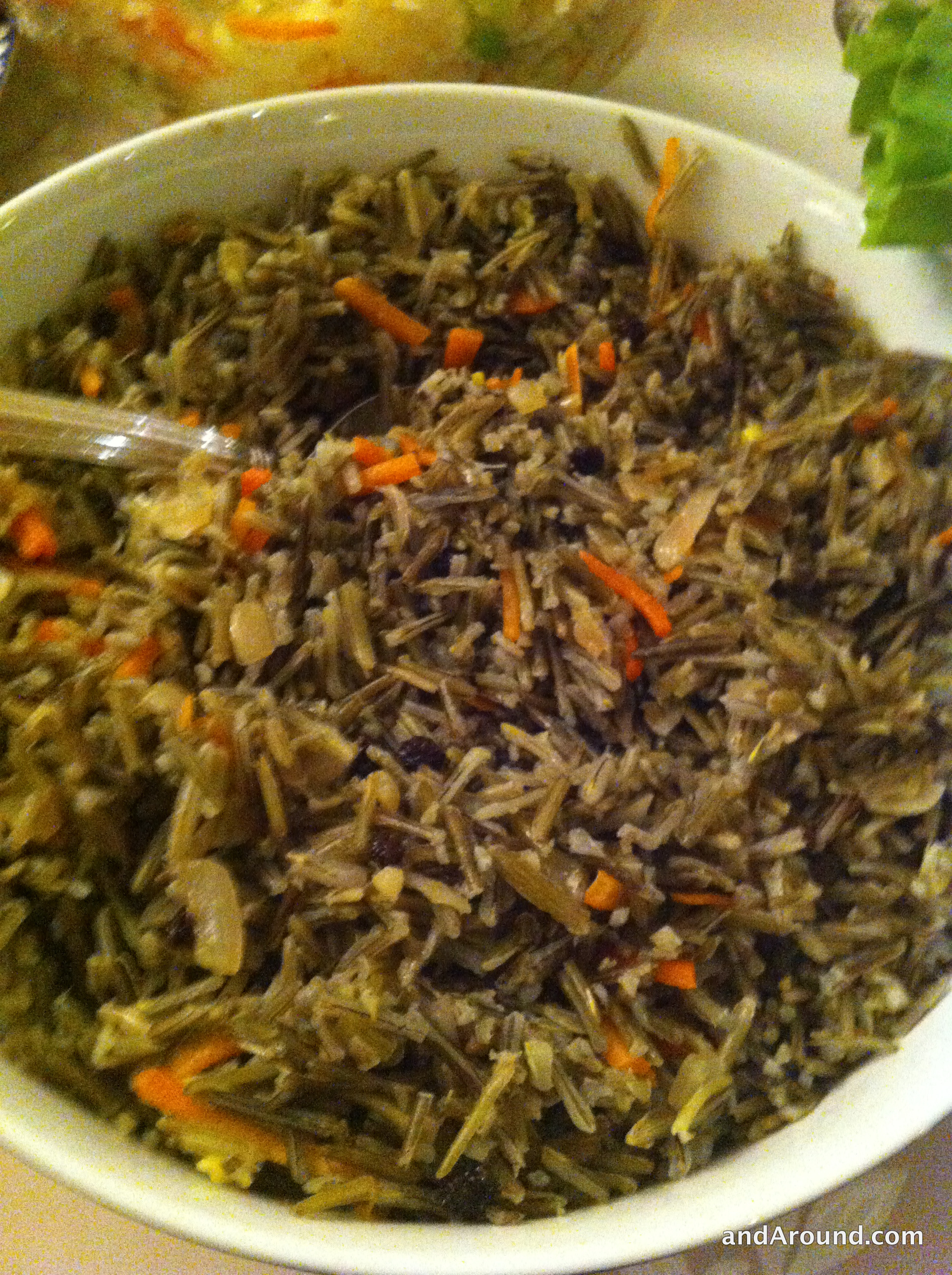
Insalata di manoomin

Minacciato dalla distruzione degli ecosistemi naturali, diverse organizzazioni di protezione della natura sono state coinvolte, nel 2011, in varie campagne, petizioni, e raduni, come ad esempio per informare le comunità Anishinaabe sul pericolo di un progetto di legge di aumento dei livelli di solfato. 
In un progetto comune, il White Earth Land Recovery Project e la Fondazione Slow Food per la Biodiversità Onlus collaborano insieme per promuovere il consumo di riso selvatico raccolto e lavorato tradizionalmente.

## Cucina
Deve essere bollito in molta acqua salata per circa 18 minuti (suo volume triplica o quadruplica durante la cottura). Una volta scolato è servito generalmente in accompagnamento di piatti con salse.